# 牛津街
牛津街（英語：Oxford Street），是英國倫敦的商業街道，由東向西走，共有3公里。 在12世紀至18世紀，牛津街為死刑犯行刑之地，絞刑架就在西端街頭大理石拱門處。 現在繁華的牛津街上，還時常有雜耍娛樂賣藝者。
牛津街是世界級名店的集中地，品牌旗艦店有馬莎百貨、HMV、Disney Store、Adidas運動用品等，截至2011年，約有300家大型商場，是歐洲最繁華的街道之一。

## 圖片集

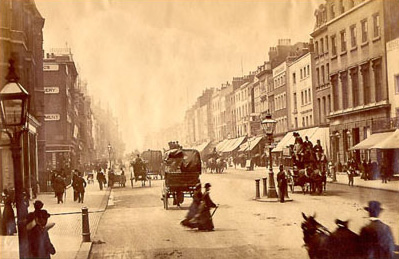
在杜克街路口往西望（攝於1875年）
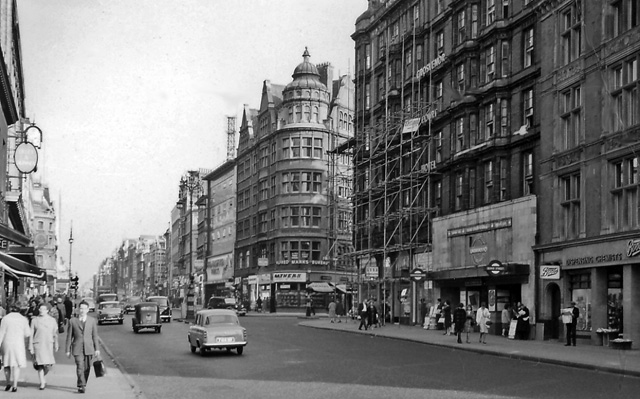
牛津街近倫敦地鐵龐德街站（攝於1961年）
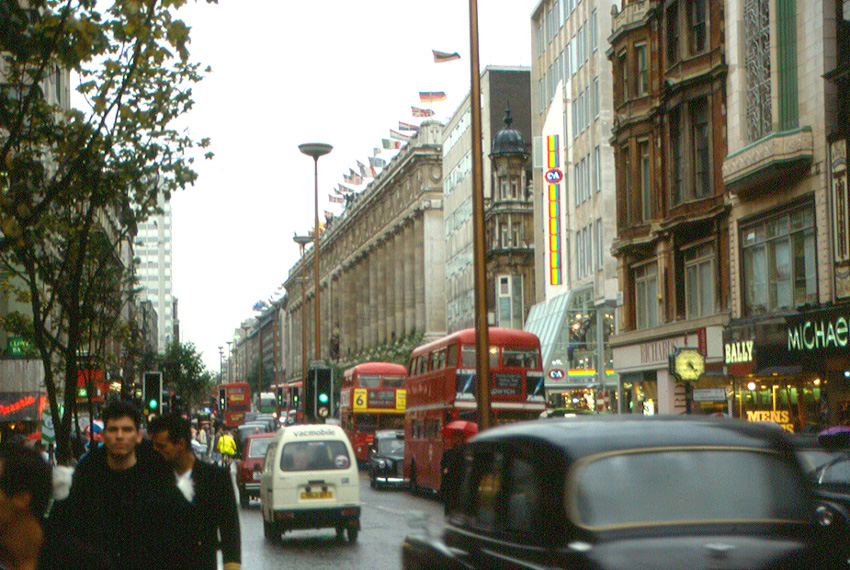
牛津街塞爾福里奇百貨公司門外（攝於1987年）
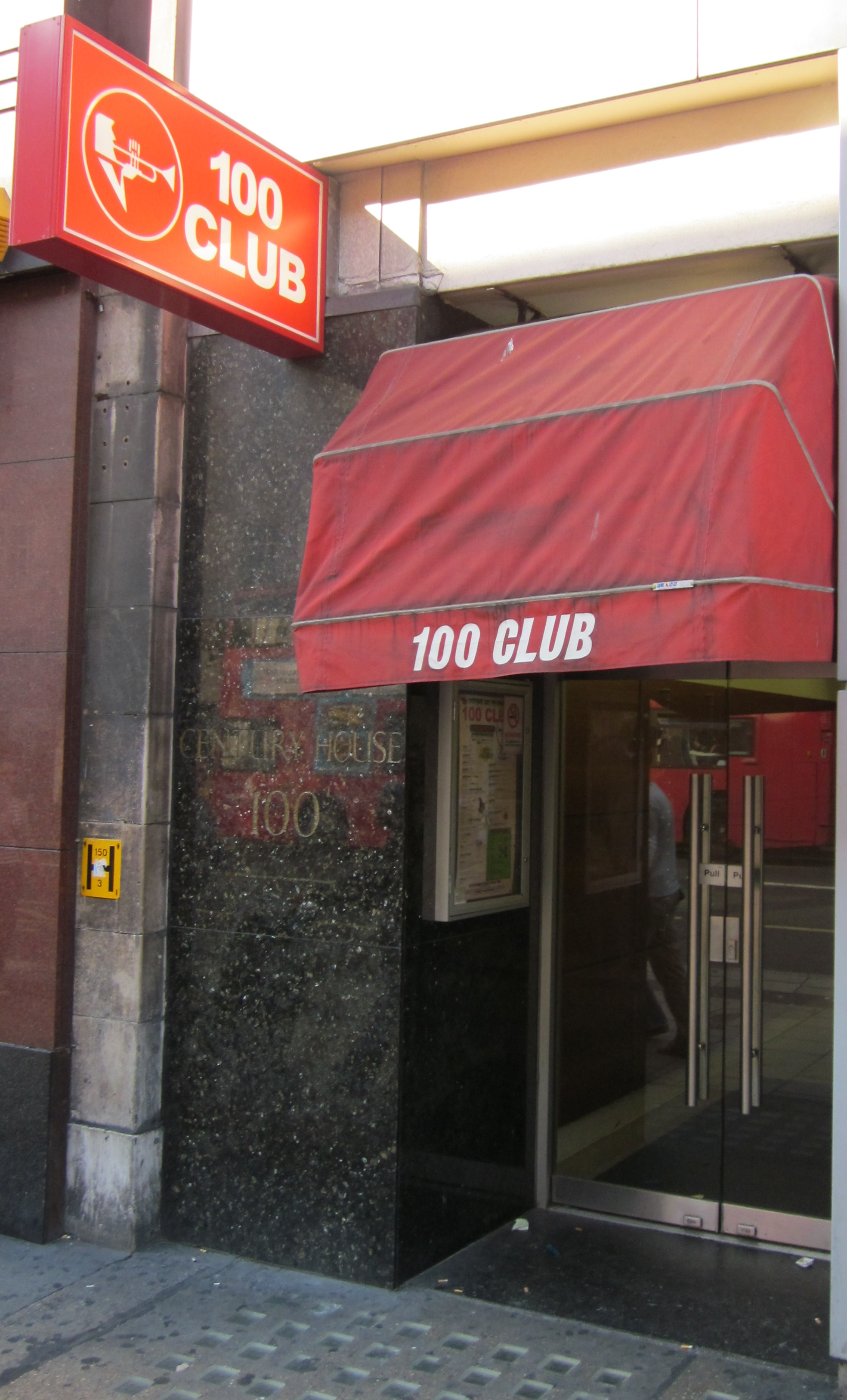
位於牛津街100號地庫的「100 Club」自1942年起已經是倫敦著名的音樂表演場地
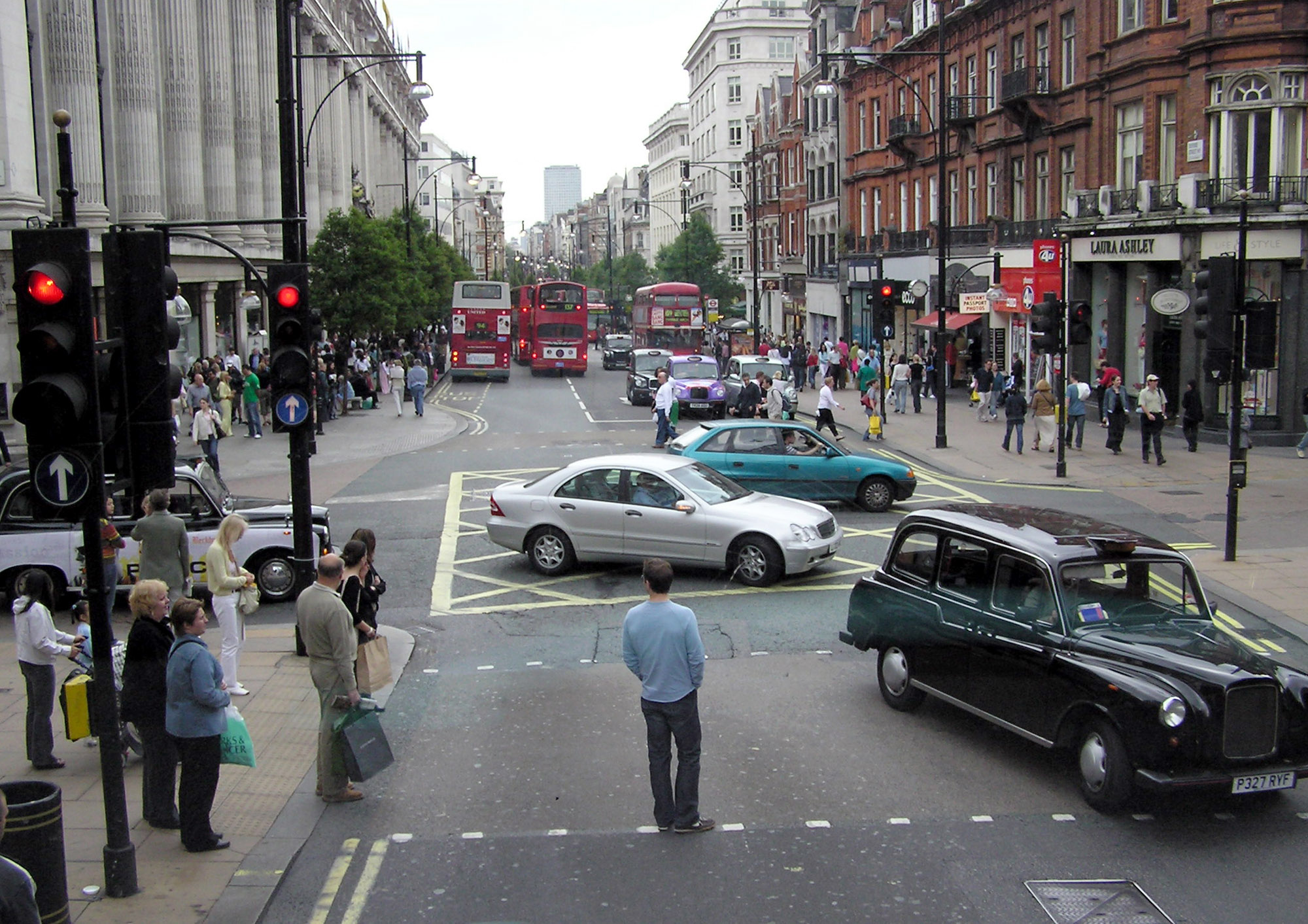
牛津街是一條繁忙的街道，每日平均流量達50萬人次
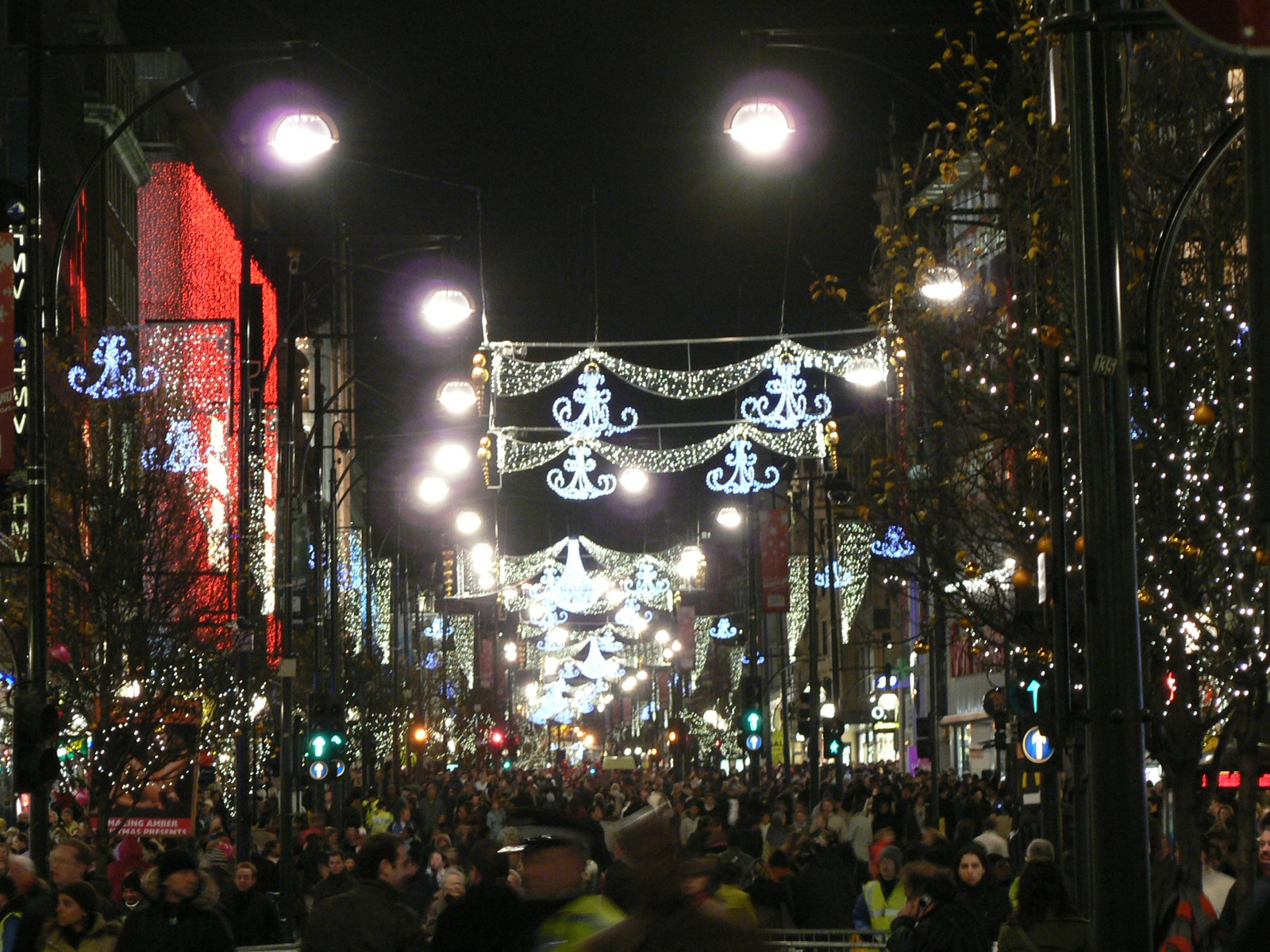
聖誕燈飾（攝於2005年）
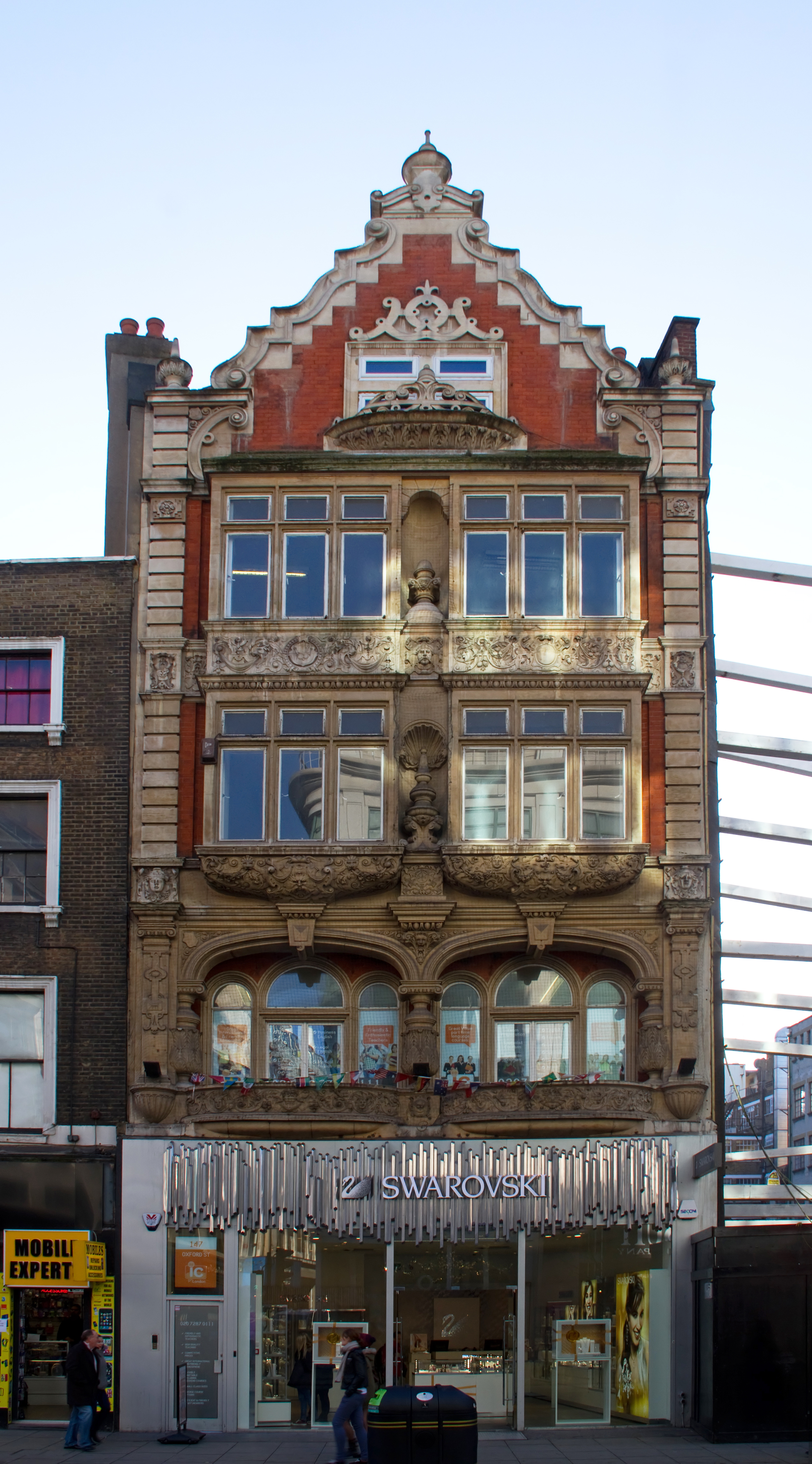
位於牛津街147號的建築物在2009年被列入二級保護

### 文献
- Bracken, G. Byrne. . Marshall Cavendish. 2011. ISBN 978-9-814-43536-9.
- Glinert, Ed. . Penguin. 2012. ISBN 978-0-718-19204-4.
- Hibbert, Christopher; Weinreb, Ben. . Pan MacMillan. 2010. ISBN 978-1-405-04924-5.
- Inwood, Stephen. . Pan Macmillan. 2012. ISBN 978-0-230-75252-8.
- Kronenburg, Robert. . 2013. ISBN 978-1-135-71916-6.
- Moore, Tim. . Vintage. 2003. ISBN 978-0-099-43386-6.
- Piper, David; Jervis, Fionnuala. . Companion Guides. 2002. ISBN 978-1-900-63936-1.
- Sullivan, Edward. . Simon and Schuster. 2000. ISBN 978-0-684-86840-0.
- Swinnerton, Jo. . Robson Books. 2004. ISBN 978-1-86105-799-0.
- (PDF) (报告). Transport for London: 138. 2014  [8 July 2015]. （原始内容存档 (PDF)于2014-03-28）.

### 延伸閱讀
- John Timbs, ,  2nd, London: J.C. Hotten, 1867, OCLC 12878129
- Herbert Fry, , , London: David Bogue, 1880 + New Oxford Street (bird's eye view)
- Findlay Muirhead (编), ,  2nd, London: Macmillan & Co., 1922, OCLC 365061

## 外部連結
- 英倫的牛津街官方網 （页面存档备份，存于）

51°30′49″N 0°09′20″W / 51.51361°N 0.15556°W